# أصل تجاري
الأصل التجاري هو مفهوم قانوني موجود في بعض البلدان مثل فرنسا والجزائر وتونس والمغرب وبلجيكا ولوكسمبورغ وكيبيك. يُعرَّف على أنه مجموعة من العناصر المادية والمعنوية المنقولة، يستعملها التاجر لممارسة تجارته وجذب الزبناء.

## عناصر
الأصل التجاري هو مال معنوي منقول. يشمل مجموعة من العناصر المنقولة التي هي في حد ذاتها مادية أو معنوية. ويشمل جميع العناصر التي يخصصها التاجر لعملية ما بهدف إرضاء العملاء.
من الضروري التمييز بين الأصل التجاري من جهة، والعناصر التي يتكون منها من جهة أخرى. في الواقع، الأصل التجاري هو أكثر من مجرد مجموع العناصر التي يتكون منها. وبالتالي، سيظل هناك أصل تجاري حتى لو اختفت جميع عناصره أو تم تدميرها أو بيعها. ومع ذلك، لا يمكن أن يكون هناك أصل تجاري بدون زبناء؛ فالزبناء هم أكثر من مجرد عنصر من عناصر الأصل التجاري، بل هم الغاية النهائية له.
الأصل التجاري لا يخضع لأي تعريف قانوني. ومع ذلك، فإن العناصر التي يمكن تضمينها في الأصل التجاري مدرجة في المادة L142-2 من قانون التجارة الفرنسي وتنقسم إلى فئتين: عناصر معنوية وعناصر مادية.”

### العناصر المكونة المعنوية
- الزبناء ، العنصر الأساسي الذي بدونه لا يمكن للأصل التجاري أن يوجد ;
- السمعة ;
- حق الإيجار،
- العلامة التجارية والاسم التجاري ;
- وبعض التراخيص الإدارية والعلامات التجارية وبراءات الاختراع والبرمجيات .

### العناصر المكونة المادية
- البضائع ;
- الأدوات.

### العناصر غير المكونة للأصل التجاري
العقارات التي يتم تشغيل النشاط التجاري فيها لا تشكل جزءًا من الأصل التجاري، حتى إذا كانت ملكًا للمشغل وتشكل عنصرًا محددًا لجذب الزبناء (على سبيل المثال، الفندق).